# Gare de Pompadour
Ne doit pas être confondu avec gare de Créteil-Pompadour.
La gare de Pompadour est une gare ferroviaire française de la ligne de Nexon à Brive-la-Gaillarde, située sur le territoire de la commune d'Arnac-Pompadour, dans le département de la Corrèze en région Nouvelle-Aquitaine.
Elle est mise en service en 1875 par la Compagnie du chemin de fer de Paris à Orléans (PO).
C'est une gare de la Société nationale des chemins de fer français (SNCF), du réseau TER Nouvelle-Aquitaine, qui n'est plus desservie que par un transport à la demande, les trains ne desservant plus la gare depuis l'effondrement de la voie en 2018.

## Situation ferroviaire
Établie à 419 mètres d'altitude, la gare de Pompadour est située au point kilométrique (PK) 468,697 de la ligne de Nexon à Brive-la-Gaillarde, entre les gares de Lubersac et de Vignols - Saint-Solve.

## Histoire
En 1874, la Compagnie du chemin de fer de Paris à Orléans (PO) active les travaux de sa ligne de Nexon à Brive afin de tenir les délais. Le 2 mars, le ministre statue sur les derniers détails des stations à établir entre Champsiaux et Brive ; la station de « Pompadour » figure dans cette liste.
La station de Pompadour est mise en service le 20 décembre 1875 par la Compagnie du PO, lorsqu'elle ouvre à l'exploitation sa ligne de Nexon à Brive.
Jusqu'en 2018, Pompadour est desservie par des trains express régionaux de la relation Limoges-Bénédictins - Brive-la-Gaillarde. Depuis le 27 février 2018 au soir, en raison d’un affaissement de voie, les trains ne circulent plus entre Saint-Yrieix et Objat, la gare n'est donc plus desservie par aucun train depuis cette date,. Un service de transport à la demande permet désormais de relier les gares d'Objat ou Saint-Yrieix.

## Fréquentation
Selon les estimations de la SNCF, la fréquentation annuelle de la gare figure dans le tableau ci-dessous.
| Année               | 2015   | 2016  | 2017  | 2018  | 2019  | 2020 | 2021  | 2022  | 2023 |
| ------------------- | ------ | ----- | ----- | ----- | ----- | ---- | ----- | ----- | ---- |
| Nombre de voyageurs | 10 996 | 8 892 | 7 890 | 3 018 | 1 816 | 843  | 1 762 | 1 790 | 474  |

## Service des  voyageurs

### Accueil
Gare SNCF, elle dispose d’un hall et un guichet ouvert du lundi au vendredi.
La gare est également accessible aux personnes à mobilité réduite grâce au service « accès plus ».

### Desserte

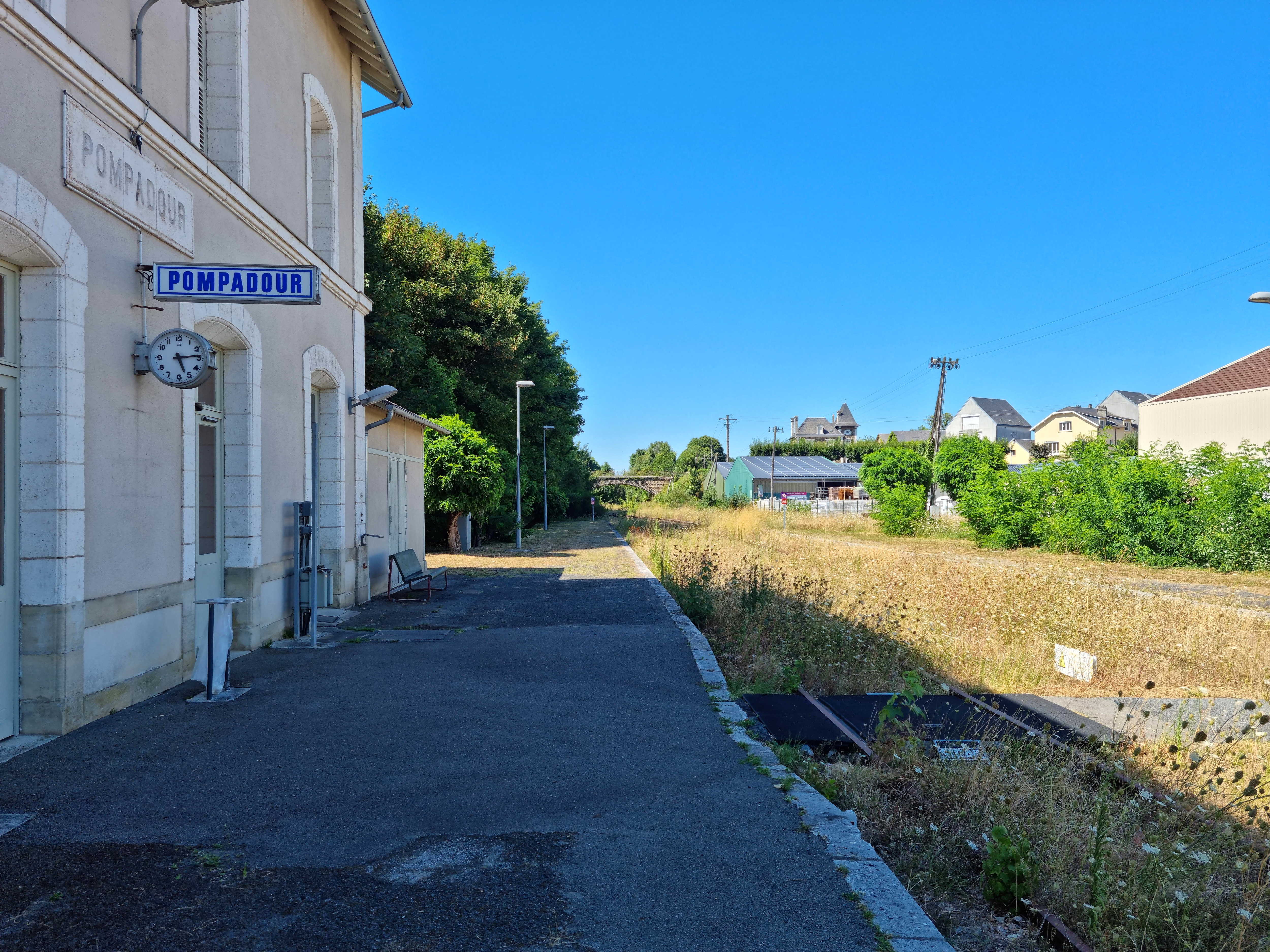
Quais de la gare.

La gare n'est plus desservie par aucun train. Un service de transport à la demande permet désormais de relier les gares d'Objat ou Saint-Yrieix.

### Intermodalité
Un parc pour les vélos et un parking pour les véhicules y sont aménagés.
La gare est en correspondance avec les transports interurbains de la Corrèze et sa ligne 5. À 